# تشارلز بي. نيلسون
تشارلز بي. نيلسون هو أمين سر ومحامي وسياسي أمريكي، ولد في 2 يوليو 1907 في ووترفيل في الولايات المتحدة، وتوفي في 8 يونيو 1962 في أوغوستا في الولايات المتحدة. نشط حزبياً في الحزب الديمقراطي والحزب الجمهوري. وقد انتخب عضو مجلس النواب الأمريكي ‏.